# Cuando Cubango FC
Cuando Cubango Futebol Clube, kurz Cuando Cubango (Kuando Kubango) genannt, ist ein angolanischer Fußballverein aus Menongue, Hauptstadt der Provinz Cubango, die 2024 durch die Aufteilung der Provinz Cuando Cubango entstand. Seit Anfang 2018 nennt der Verein sich Cuando Cubango FC.
Der Klub empfängt seine Gäste im 4000 Zuschauer fassenden städtischen Estádio Municipal de Menongue, in dem auch der Lokalrivale 4 de Abril Futebol Clube do Cuando Cubango seine Heimspiele austrägt.

## Geschichte
Der Verein wurde am 12. Mai 2009 in Menongue gegründet, unter dem Namen Grupo Desportivo Casa Militar do Cuando Cubango. Am 1. August 2012 erfolgte eine Neugründung unter dem Namen Futebol Clube da Casa Militar de Cuando Cubango.
2016 gewann der Klub die Meisterschaft der obersten Provinzliga der Provinz Cuando Cubango und stieg in die zweite Liga auf, die Segundona. Am Ende der Saison 2017 stieg er dann erstmals in die erste Liga auf, den Girabola. Damit wurde die Saison 2018 die erste Spielzeit des Klubs in der obersten Spielklasse des Landes.
Mit der Saison 2018 nannte sich der Klub in Cuando Cubango Futebol Clube um.

## Erfolge
- 2017: Aufstieg in die erste Liga Girabola